# Adelelmus van Vlaanderen
Adelelmus van Vlaanderen (overleden 27 april 1152) is een Vlaams heilige. Hij was een kluizenaar, en leerling van Bernardus van Thiron. Hij stichtte de abdij van Étival-en-Charnie. Zijn feestdag is op 27 april.